# Calao à casque rouge
Rhabdotorrhinus corrugatus
Espèce
Statut de conservation UICN

 EN  : En danger
Statut CITES
Le Calao à casque rouge (Rhabdotorrhinus corrugatus, anciennement Aceros corrugatus) est une espèce asiatique d'oiseaux appartenant à la famille des bucérotidés.

## Taxinomie
À la suite de l'étude phylogénique de Gonzalez et al. (2013), le Congrès ornithologique international (dans sa version 4.4, 2014) déplace cette espèce depuis le genre Aceros vers le genre Rhabdotorrhinus.

### Sous-espèces
D'après la classification de référence (version 5.1, 2015) du Congrès ornithologique international, cette espèce est constituée des sous-espèces suivantes (ordre phylogénique) :
- Aceros corrugatus rugosus  (Begbie) 1834 ;
- Aceros corrugatus corrugatus  (Temminck) 1832.

## Description
Mesurant 70 cm pour 15 kg, cette espèce de calao a une espérance de vie de 25 ans. Le mâle a un gros casque rouge-orangé au-dessus du bec, alors que celui de la femelle est jaune pâle, beaucoup plus petit avec le pourtour des yeux et le gosier bleu. 

## Répartition

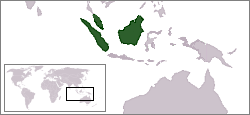
Aire de répartition de l'espèce (en vert).

Le Calao à casque rouge vit dans le sud de la Thaïlande, en Malaisie, à Sumatra et à Bornéo.

## Menaces
Ce calao est menacé par le braconnage, l'exploitation forestière et la monoculture. Son territoire a été réduit de 60 % ces dernières années. 